# 투 스텝스 프롬 헬
투 스텝스 프롬 헬(영어: Two Steps From Hell)은 미국 캘리포니아 로스앤젤레스에서 토마스 베르게르센과 닉 피닉스가 2006년에 창립한 미국의 음악 회사이다. 영화 트레일러 음악을 공급하고 있다.

## 설명
노르웨이 출신 토마스 베르게르센과 영국 출신 닉 피닉스가 2006년 2월 14일에 설립한 프로덕션 음악 회사이다.
트레일러 뮤직을 많이 제공하고 있으며 2010년대부터 공개 음반을 제공하여 일반인들도 저작권료를 지불하지 않고 곡들을 감상할 수 있게 되었다. 투 스텝스 프롬 헬의 음악은 공식적으로 트레일러 뮤직에 속하며, 현대 클래식 음악에 속하는 장르이다.
"Two Steps From Hell"이라는 회사 이름은 창립자 베르게르센이 2006년 회사 설립 당시 주의를 끌 이름을 찾아다니다 노르웨이의 한 나이트클럽에서 이름을 따왔다고 했다.